# فرودگاه کپ. فاپ پیدروو کنگا رودریگوز
فرودگاه کپ. فاپ پیدروو کنگا رودریگوز (به انگلیسی: Cap. FAP Pedro Canga Rodríguez Airport) یک فرودگاه با کد یاتا TBP است که یک باند فرود آسفالت دارد و طول باند آن ۲۵۰۰ متر است. این فرودگاه در کشور ایالات متحده آمریکا قرار دارد .